# Mataram (Lombok)
Pour les articles homonymes, voir Mataram.
Mataram est une ville d'Indonésie, capitale de la province des Petites îles de la Sonde occidentales (Nusa Tenggara Barat), chef lieu du kabupaten de Lombok occidental, située sur l'île de Lombok. En 2010, sa population est estimée à 402 296 habitants.

## Histoire

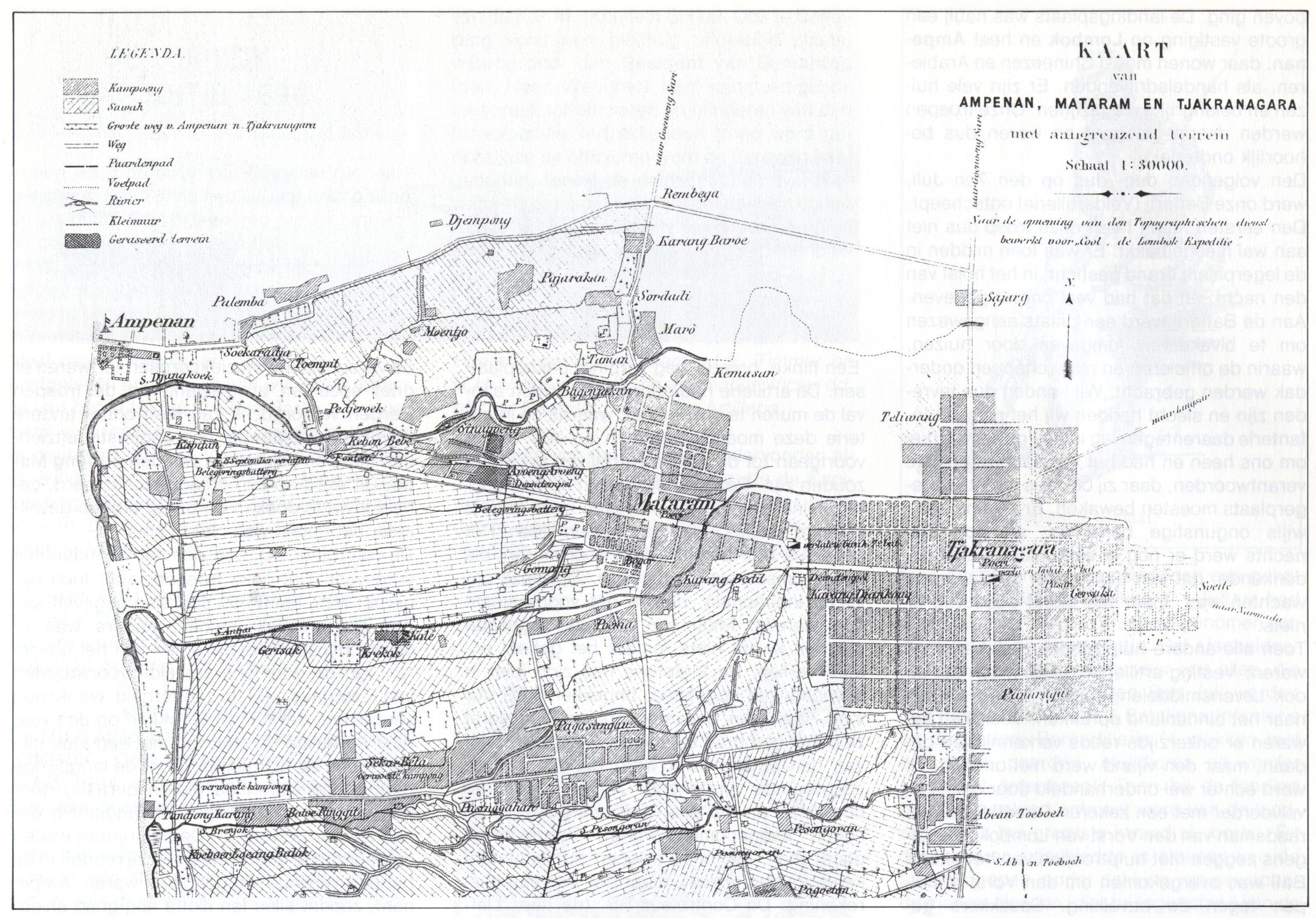
Carte de 1894 montrant Ampenan, Mataram et Cakranegara

## Géographie

Situation de Mataram sur la côte occidentale de l'île de Lombok

La ville est située à proximité de la partie médiane de la côte occidentale de l'île de Lombok, formant aujourd'hui une agglomération avec Ampenan et Cakranegara. Elle est bordée à l'ouest et au nord-ouest par la mer de Java, au nord-est par les contreforts du volcan Rinjani, point culminant de l'île, au sud et à l'est par la plaine qui traverse l'île d'ouest en est.

## Transports

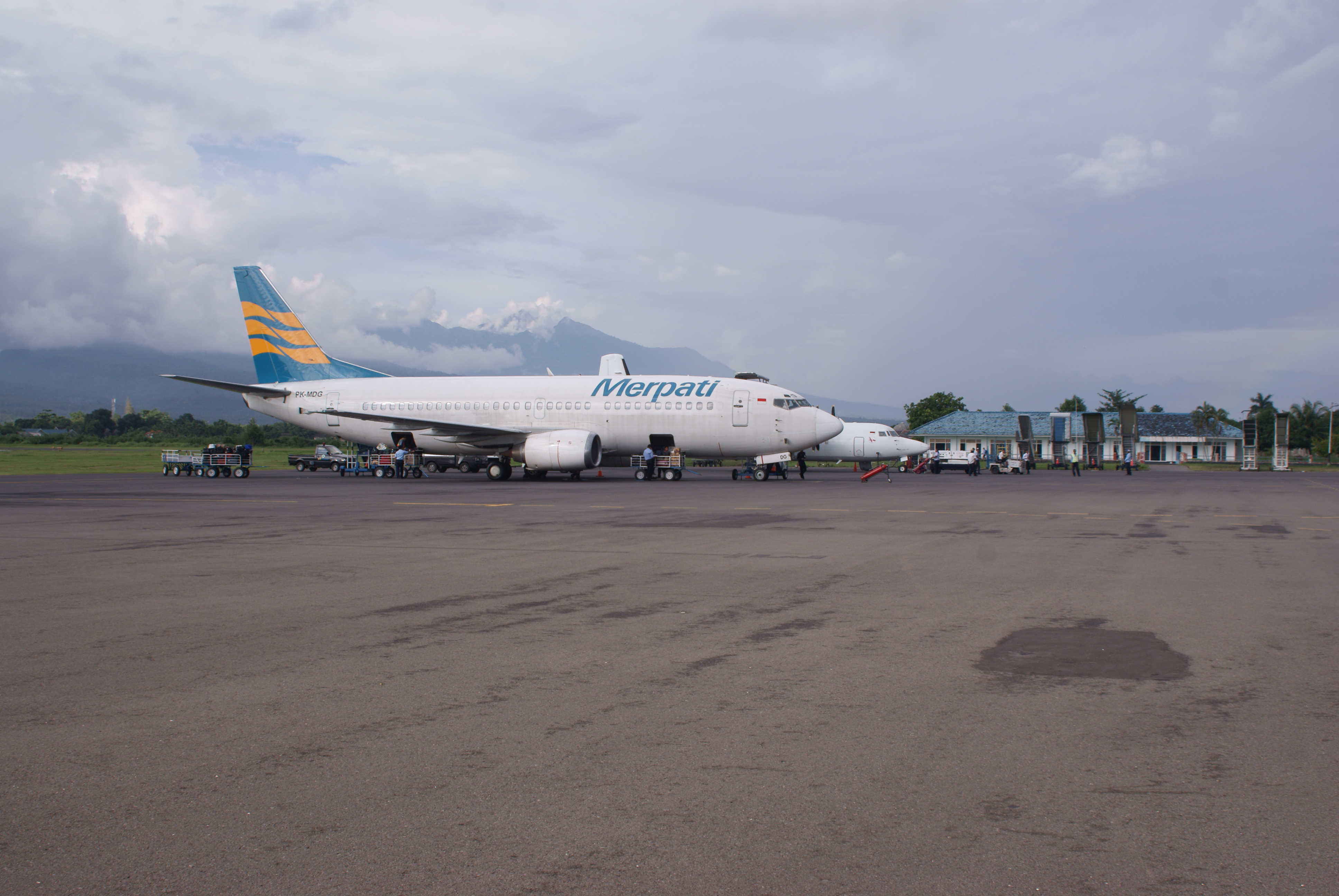
Boeing 737 de la compagnie Merpati sur l'ancien aéroport de Mataram Selaparang, aujourd'hui désaffecté.

La ville de Mataram et l'île de Lombok sont desservies par le tout nouvel aéroport international de Lombok (code AITA : LOP), remplaçant celui de Selaparang depuis octobre 2011.